# Hubbard-Modell
Das Hubbard-Modell (nach dem britischen Physiker John Hubbard) ist ein grob genähertes Modell eines Festkörpers und ist daher in der Festkörperphysik von großer Bedeutung. Es beschreibt das Verhalten von Elektronen in einem als starr angenommenen Gitter. Dabei werden die abstoßenden Coulomb-Kräfte nur für diejenigen Elektronen berücksichtigt, die sich am gleichen Gitterplatz aufhalten. Der Anteil der kinetischen Energie der Elektronen wird durch ein Überlappungsintegral {\displaystyle t} modelliert, das aus dem Tight-Binding-Modell kommt.
Das Hubbard-Modell ist das einfachste Modell, an dem man das Zusammenspiel von kinetischer Energie, Coulomb-Abstoßung, Pauli-Prinzip und Bandstruktur studieren kann. Trotz seiner einfachen Struktur ist es jedoch bisher nicht gelungen, die exakte Lösung dieses Modells, außer in den Grenzfällen von einer und unendlich vielen Dimensionen, zu finden.
Es wird diskutiert z. B. im Zusammenhang mit
- Eigenschaften von Elektronen, die relativ stark lokalisiert sind;
- Bandmagnetismus (Fe, Co, Ni, …);
- Metall-Isolator-Übergang;
- Hochtemperatur-Supraleitung.

Ein Variationsansatz zur Lösung des Hubbard-Modells ist als Gutzwiller-Näherung bekannt.

## Formulierung
Der Hamilton-Operator für das Hubbard-Modell ist
{\displaystyle H=U\sum _{i}c_{i\uparrow }^{\dagger }c_{i\uparrow }c_{i\downarrow }^{\dagger }c_{i\downarrow }-t\sum _{\langle ij\rangle ,\sigma }\left(c_{i\sigma }^{\dagger }c_{j\sigma }+c_{j\sigma }^{\dagger }c_{i\sigma }\right)}
Dabei steht
- die Summe über {\displaystyle i} für die Summation über alle Gitterplätze,
- die Summe über {\displaystyle \langle ij\rangle } für die Summe über alle Paare benachbarter Gitterplätze,
- die Summe über {\displaystyle \sigma } für die Summation über beide Spinrichtungen {\displaystyle \uparrow } und {\displaystyle \downarrow },
- {\displaystyle c_{i,\sigma }^{\dagger }} und {\displaystyle c_{i,\sigma }} für die fermionischen Erzeugungs- und Vernichtungsoperatoren eines Elektrons am Gitterplatz {\displaystyle i} mit Spinrichtung {\displaystyle \sigma }.
- {\displaystyle U} legt die Stärke der Coulomb-Abstoßung fest
- {\displaystyle t} wird aus dem Überlappen von Wellenfunktionen an benachbarten Gitterplätzen berechnet.

Die Summe des Coulomb-Terms ermittelt die doppelt besetzten Gitterplätze. Daher lässt sich der Wert von {\displaystyle U} am jeweiligen Ort {\displaystyle \mathbf {x_{i}} } durch folgendes Integral ermitteln:
{\displaystyle U(\mathbf {x_{i}} )=\int d^{3}\mathbf {r_{1}} \int d^{3}\mathbf {r_{2}} \,\,\left|\Psi (\mathbf {r_{1}-x_{i}} )\right|^{2}{\frac {e^{2}}{\left|\mathbf {r_{1}-r_{2}} \right|}}\left|\Psi (\mathbf {r_{2}-x_{i}} )\right|^{2}}
In der Summe für das Hüpfen der Elektronen bedeutet {\displaystyle \langle ij\rangle }, dass ausschließlich über benachbarte Gitterplätze summiert wird. Außerdem wird durch die Operatorenkonstellation automatisch das Pauli-Prinzip beachtet.